# Engestofte Sogn
Engestofte Sogn var et sogn i Lolland Østre Provsti (Lolland-Falsters Stift).
I 1800-tallet var Engestofte Sogn anneks til Våbensted Sogn. Begge sogne hørte til Musse Herred i Maribo Amt. Våbensted-Engestofte sognekommune blev ved kommunalreformen i 1970 indlemmet i Sakskøbing Kommune, der ved strukturreformen i 2007 indgik i Guldborgsund Kommune.
1. december 2024 indgik sognet i Våbensted-Engestofte Sogn
I Engestofte Sogn ligger Engestofte Kirke.
I sognet findes følgende autoriserede stednavne:
- Borgø (areal)
- Bøgeskov (areal)
- Engestofte (bebyggelse, ejerlav, landbrugsejendom)
- Forneby (bebyggelse, ejerlav)
- Lymose (bebyggelse)
- Nørreskov (bebyggelse)
- Olstrup (bebyggelse, ejerlav)
- Skovby (bebyggelse)